# شینریو-این
شینریو-این (به ژاپنی: 真竜院/眞龍院、しんりゅういん) (تولد ۱۵۵۰ – مرگ ۱۶۴۷ میلادی) یک زن از دوره سنگوکو تا دوره ادو، سومین دختر تاکدا شینگن احتمالاً از همسر اصلی اش سانجونوکاتا و یا  آبوراکاوا فوجین بود. به طور قطعی ثابت نشده که مادر او کدامیک از این دو نفر بوده است. او همسر اصلی کیسو یوشیماسا یکی از بیست و چهار ژنرال تاکدا شینگن بود.